# اکران جانکشن (نیویورک)
اکران جانکشن، نیو یورک (به انگلیسی: Akron Junction, New York) یک منطقهٔ مسکونی در ایالات متحده آمریکا است که در ایالت نیویورک واقع شده‌است.

## خصوصیات
اکران جانکشن ۲۱۰٫۰۱ متر بالاتر از سطح دریا واقع شده‌است.